# Интрузивные горные породы
Интрузи́вные го́рные поро́ды — полнокристаллические магматические горные породы, сформировавшиеся в результате застывания магмы, внедрившейся в толщи земной коры и мантии, в отличие от эффузивных горных пород, представляющих собой магму, излившуюся и затвердевшую на поверхности Земли в форме вулканической лавы.
Интрузивные горные породы образуют геологические тела разнообразных форм и размеров. Границы этих тел (интрузий) чаще всего являются резко секущими относительно вмещающих толщ, однако встречаются и сонаправленные, такие как силлы. Вокруг интрузий за счёт разницы в температурах магмы и окружающих толщ появляются контактовые ореолы изменённых пород.
По глубине возникновения интрузивные горные породы делятся на:
- абиссальные (плутонические) — самые глубинные[1], напр., граниты, диориты, габбро и др.[2]
- гипабиссальные — формирующиеся на небольших глубинах и приповерхностных областях[1] и занимающие таким образом промежуточное положение между абиссальными и эффузивными породами; к ним относятся габбро-порфириты, гранит-порфиры и др.[2]
- мезоабиссальные — породы, образующиеся на средних глубинах[1]

Химический состав интрузивных горных пород может сильно варьироваться. Чаще всего встречаются силикатные, реже — низкосиликатные и несиликатные (карбонатиты, апатититы, сульфидиты, хромититы и др.).
В процессе образования интрузивных горных пород наблюдаются такие явления как дифференциация, гибридизм (смешение нескольких магм или захват магмой и расплавление вмещающих пород), контаминация, метасоматоз магматических расплавов, и это определяет их химический состав. Из-за низкой теплопроводности вмещающих толщ магма застывает относительно медленно, а флюиды понижают температуру кристаллизации и вязкость магмы — эти факторы приводят к появлению полнокристаллических структур интрузивных горных пород. Это отличает интрузивные породы от эффузивных, которые вследствие быстрого застывания, как правило, мелкозернисты. Когда все минералы распределены в породе, имеющей в любом участке приблизительно одинаковые состав и структуру, равномерно — это массивная, однородная текстура. Но часто встречаются и неоднородные (такситовые) текстуры (напр., полосчатая, пятнистая, флюидальная и др.), возникающие при неравномерном распределении цветных минералов (таких как оливин, пироксен, биотит, роговая обманка) или чередовании участков, имеющих различную зернистость. Такие такситовые текстуры с ориентированным расположением минералов формируются при движении застывающей магмы.
С интрузивными горными породами связаны месторождения руд олова, вольфрама, золота, железа, меди, платины, никеля, титана, редких земель и др. Они используются в качестве строительных и облицовочных материалов, а также для каменного литья.